# Riccardo Primo

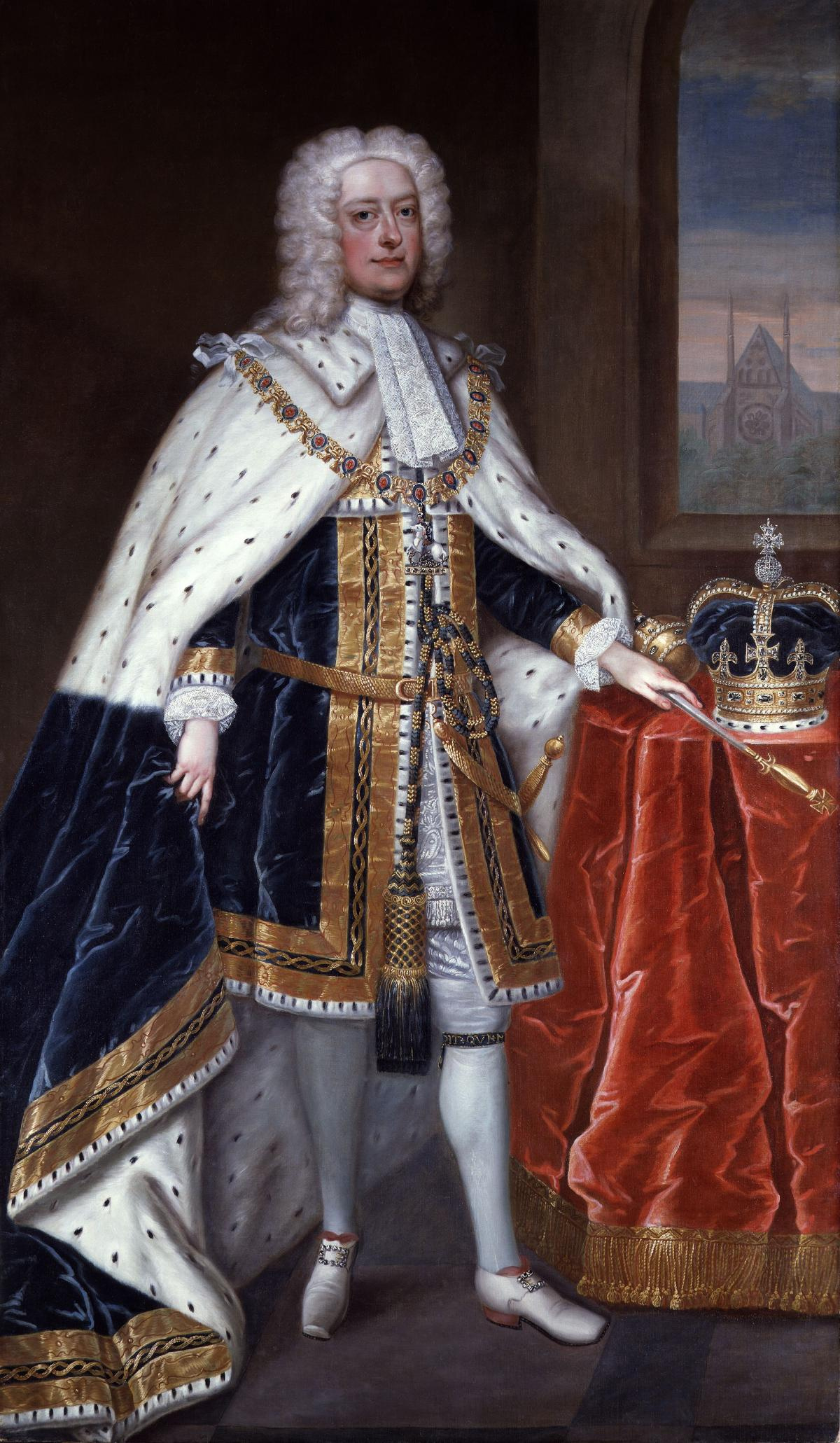
Charles Jervas: Georg II. im Krönungsornat (National Portrait Gallery, London)

Riccardo Primo, Re d’Inghilterra (HWV 23) ist eine Oper (Melodrama) in drei Akten von Georg Friedrich Händel. Es war die dritte Oper für das Sänger-Triumvirat Bordoni/Cuzzoni/Senesino. Grundlage der Handlung ist die historische Auseinandersetzung zwischen Richard Löwenherz, König von England, und Isaak Komnenos, dem byzantinischen Machthaber auf Zypern, im Vorfeld des Dritten Kreuzzuges, während Richards Seereise ins Heilige Land im Jahre 1191.

## Entstehung
Mit der abgebrochenen Aufführung des Astianatte von Bononcini wegen der skandalösen Streitigkeiten auf offener Bühne am 6. Juni 1727 war die achte Spielzeit der Royal Academy of Music vorzeitig beendet. Doch Händel hatte bereits eine weitere Oper fertig: Riccardo Primo. Diese komponierte er im Frühjahr 1727, während sein Admeto lief und die Rivalität zwischen Faustina Bordoni und Francesca Cuzzoni sich beinahe täglich, durch Presse und Publikum angeheizt, zuspitzte. Offenbar hatte er geplant, den Riccardo noch im Juni herauszubringen, doch der Tod König Georgs I. am 11. Juni zog ein vorübergehendes Schließen sämtlicher Theater in der Stadt nach sich. Die krisenhafte Situation auf Händels Bühne hätte ohnehin nach einer Pause verlangt.
Händel hatte sich zunächst wohl kaum aus politischen Erwägungen heraus für die Bearbeitung dieses Stoffes entschieden, wie in der Literatur häufig angenommen wird, denn die historischen Ereignisse, die als Gründe dafür genannt werden (der Tod Georgs I. und die Thronbesteigung Georgs II. kurz danach), erfolgten erst nach Beendigung der Komposition. Händel notiert am Ende seiner Partitur: „Fine dell’ Opera | G.F.H. May 16. 1727“. Einleuchtender für die Wahl gerade dieses Librettos erscheint die Tatsache, dass es drei annähernd gleiche Hauptpartien für zwei weibliche und einen männlichen Darsteller bot, die Händel benötigte, um die beiden Primadonnen Cuzzoni und Bordoni sowie den Starkastraten Senesino ihrem Rang entsprechend gleichermaßen wirkungsvoll im Stück einzusetzen. Welche Rolle für die Wahl des englischen Themas die im Februar quasi zeitgleich vollzogene Verleihung der britischen Staatsbürgerschaft an Händel, eine der letzten Amtshandlungen Georgs I., spielte, bleibt Spekulation, doch ist ihm diese Parallele sicher bewusst gewesen.
Später jedoch konnte er mit dem Aufgreifen dieses Stoffes einen doppelten Zweck verfolgen: Einerseits huldigte er damit dem gerade (im Juni 1727) inthronisierten und im Oktober gekrönten König Georg II., wie der Librettist Paolo Antonio Rolli in einem Sonett ausführte, das er als Widmung an den Anfang des gedruckten Textbuches setzte, andererseits suchten sie durch die Behandlung eines nationalen Sujets das englische Publikum für die italienische Oper wieder mehr zu interessieren.

## Libretto
Das Libretto für die Oper schrieb Paolo Antonio Rolli, der vorher u. a. schon Texte für Floridante, Publio Cornelio Scipione und Alessandro geliefert hatte. Nach dem in seinem Vorwort gemachten Vermerk „II drama è quasi tutto del Sig. Paolo Rolli“ nahm er die Autorschaft an diesem Libretto „fast ganz“ für sich in Anspruch. Wie Emilie Dahnk-Baroffio jedoch nachwies, bildete die Vorlage für diesen Operntext wiederum ein älteres venezianisches Libretto von Francesco Briani mit dem Titel Isacio Tiranno, das 1710 von Antonio Lotti vertont worden war.
Händels Autograph gibt interessante Aufschlüsse über die Entstehung der Oper. Das Sujet könnte Händel durch Vermittlung der Sängerin Margherita Durastanti kennengelernt haben, die bei der Aufführung der Oper Lottis 1710 in Venedig als Pulcheria mitgewirkt hatte. Wie das Studium des Autographs beweist, wurde von Händel weit mehr Musik komponiert, als schließlich aufgeführt worden ist. Aus den Teilen des Autographs geht klar hervor, dass Rolli und Händel zunächst eine andere Fassung des Werkes (wohl für den Juni) planten, die sich von der fast ein halbes Jahr später aufgeführten zweiten Fassung in wesentlichen Einzelheiten unterschied. Rollis Textbearbeitung hielt sich ursprünglich weit stärker an Brianis Vorlage, wie aus den nicht berücksichtigten Musiknummern des Autographs deutlich wird: So findet sich hier u. a. noch eine weitere Altpartie (Corrado, confidente di Riccardo), die in Rollis Zweitfassung des Librettos nicht mehr auftritt und von Händel auch aus seiner Partitur entfernt wurde. Wie stark sich Rolli trotzdem – zumindest in den beiden ersten Akten seines Librettos – an den Text von Briani anlehnte, zeigen im Einzelnen die Nachweise bei Emilie Dahnk-Baroffio und John Merrill Knapp. Danach behielt Rolli vor allem im ersten und zweiten Akt (bis zur 6. Szene) den Rezitativtext Brianis, abgesehen von einigen Kürzungen, fast wörtlich bei. Von den Arien übernahm er einige im Wortlaut, einige geringfügig umtextiert aus der älteren Vorlage und schrieb die übrigen neu.
Im August 1727 erhielt Händel den Auftrag, die Musik für die Krönung von König Georg II., welche am 11. Oktober stattfinden sollte, zu komponieren. Die vier Coronation Anthems entstanden für diesen Tag. Gleichzeitig wurde die bevorstehende Premiere des Riccardo damit gleichsam zur „Krönungsoper“: Das durchdringende national-patriotische Gefühl, welches durch die Krönungsfeierlichkeiten hervorgerufen wurde, spiegelt sich in Händels Umarbeitungen des Riccardo Primo im Frühherbst 1727 wider.
Die Uraufführung fand am 11. November 1727 am King’s Theatre am Haymarket statt.
Besetzung der Uraufführung:
- Riccardo – Francesco Bernardi, genannt „Senesino“ (Mezzosoprankastrat)
- Costanza – Francesca Cuzzoni (Sopran)
- Isacio – Giuseppe Maria Boschi (Bass)
- Pulcheria – Faustina Bordoni (Sopran)
- Oronte – Antonio Baldi (Altkastrat)
- Berardo – Giovanni Battista Palmerini (Bass)

Zur Zeit der Aufführung der Oper war offenbar schon abzusehen, dass die Opernakademie, die dann Mitte 1728 ihre letzte Vorstellung hatte, dem Ende entgegenging. Zum einen stand der finanzielle Bankrott aufgrund der enormen Ausgaben für die Sängerstars bevor, zum anderen war das Verständnis der Öffentlichkeit für die Intrigen der italienischen Oper erschöpft. Händels lebenslange Verehrerin und Nachbarin in der Brook-Street, Mrs. Pendarves, schrieb am 25. November an ihre Schwester:

“I doubt operas will not survive longer than this winter, they are now at their last gasp; the subscription is expired and nobody will renew it. The directors are all squabbling, and they have so many divisions among themselves that I wonder they have not broke up before. Senesino goes away next winter, and I believe Faustina, so you see harmony is almost out of fashion.”

„Ich bezweifle, dass die Oper diesen Winter überdauern wird, sie liegt in den letzten Zügen; die Subskription ist abgelaufen, und niemand wird sie erneuern. Zwischen den Direktoren kommt es ständig zu Streitereien; so untereinander gespalten, wie sie sind, ist es verwunderlich, dass sie sich nicht schon lange getrennt haben; Senesino wird die Oper im nächsten Winter verlassen, und Faustina meines Wissens ebenfalls; du siehst, Harmonie ist fast aus der Mode gekommen.“

Die Oper kam bis Mitte Dezember des Jahres auf elf Vorstellungen. Unklar ist, ob noch weitere Vorstellungen im Januar 1728 stattfanden. Danach wurde das Stück von Händel nicht wieder aufgenommen, jedoch übernahm er Teile der Musik in andere seiner Werke.

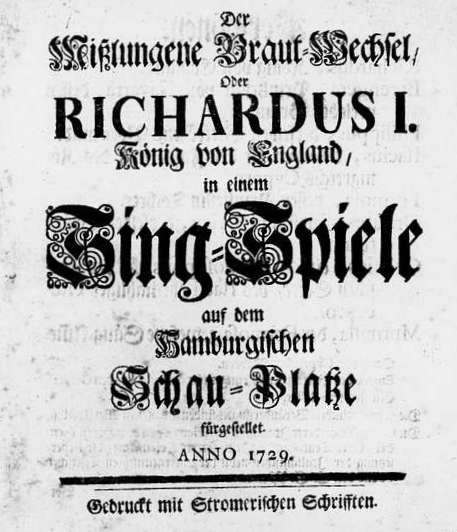
Richardus I. deutsches Libretto für die 1729er Aufführungen an der Hamburger Oper am Gänsemarkt.

In den 1730er Jahren stand die Oper auch in Hamburg und Braunschweig auf dem Spielplan:
An der Hamburger Oper am Gänsemarkt kam sie unter dem Titel Der Mißlungene Braut=Wechsel Oder Richardus I. König von England am 3. Februar 1729 mit einer deutschen Übersetzung der Rezitative von Christoph Gottlieb Wend zur Aufführung. Die musikalische Leitung dieser Aufführung hatte Georg Philipp Telemann, der für die der Handlung hinzugefügten bukolischen Personen auch die Arien schrieb und die deutschen Rezitative Wends vertonte. Diese Fassung wurde in der Neuzeit am 15. März 1996 in Magdeburg erstmals wieder von der Akademie für Alte Musik Berlin unter Leitung von Nicholas McGegan aufgeführt.
Als zweite Bühne auf dem Kontinent folgte Braunschweig, wo das Werk 1729 und 1734 als Riccardus genannt Das Löwen-Herz, König in Engelland aufgeführt wurde. Georg Caspar Schürmann hatte für die Rezitative und den Schlusschor eine deutsche Textfassung gemacht und hatte bei den Aufführungen 1729 auch die musikalische Leitung. 1734 leitete die Vorstellungen Carl Heinrich Graun.
Auch in einigen Pasticcio-Opern (Oreste, London 1734, Hermann von Balcke, Elbing 1737, und Lucio Vero, London 1747) wurde auf Arien aus Riccardo Primo zurückgegriffen.
Die erste moderne Wiedergabe der Oper fand am 8. Juli 1964 in englischer Sprache (Textfassung: Arthur Jacobs) im Sadler’s Wells Theatre in London mit der Philomusica of London unter Leitung von Charles Farncombe statt.
Erstmals in seiner historischen Gestalt war das Stück bei einer konzertanten Aufführung im französischen Fontevraud-l’Abbaye im Zusammenhang mit der CD-Produktion des gesamten Werkes am 3. Juni 1995 durch Les Talens Lyriques unter Christophe Rousset zu hören.

## Handlung

### Historischer und literarischer Hintergrund

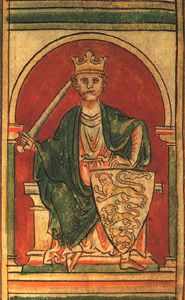
Richard Löwenherz (aus einer Handschrift des 12. Jahrhunderts)

Richard I. mit dem Beinamen „Löwenherz“ (1157–1199), Sohn von Heinrich II. und Eleonore von Aquitanien, regierte England von 1189 bis 1199. Um sein abenteuerliches Leben, seine Auseinandersetzungen mit dem Vater, seine Teilnahme am Dritten Kreuzzug, seine Gefangenschaft auf der Burg Trifels und seinen Tod in der Schlacht rankten sich schon früh zahlreiche Legenden. Am 6. Mai 1191, auf dem Weg nach Jerusalem, während des Kreuzzuges, eroberte er Zypern, das unter Isaak Komnenos kurzzeitig ein unabhängiger Staat gewesen war, und heiratete sechs Tage später Berengaria von Navarra, die im Libretto Costanza heißt. Diese war in Begleitung von Richards Schwester Johanna auf dem Weg von Sizilien nach Jerusalem mit dem Schiff in Seenot geraten, vor Zypern gestrandet und von Isaak Komnenos gefangen gesetzt worden.

### Erster Akt
(Riccardo befindet sich auf Kreuzzug nach Jerusalem. Schlechtes Wetter reißt seine Flotte bei der Fahrt übers Mittelmeer auseinander. Eigentlich wollte er aber ja doch die Prinzessin Costanza ehelichen …)
Costanza und Berardo haben an der Küste Zyperns Schiffbruch erlitten; Costanza ist überzeugt, dass Riccardo ertrunken ist. Isacio, Pulcheria und Oronte treten auf, und Isacio fragt die Gestrandeten aus. Costanza verheimlicht ihre Identitäten und sagt, dass sie „Doride“ heiße und Berardo ihr Bruder „Narsete“ sei. Isacio ist von ihrer Schönheit hingerissen; er lädt sie in seinen Palast ein und weist Pulcheria an, sich auf ihre Hochzeit mit Oronte vorzubereiten. Dann befiehlt er Oronte, die Überreste der englischen Schiffe zu zerstören.
Ein Lagerzelt nahe am Ufer. Riccardo hat erfahren, dass Costanza am Leben sei, und bringt seine Liebe zum Ausdruck, obwohl er sie noch nie gesehen hat. Er plant, inkognito in Isacios Palast zu gehen.
Costanza und Berardo sind allein. Oronte und Pulcheria treffen ein, und Oronte macht Costanza zu Pulcherias Verdruss den Hof.
Isacio wirbt um Costanza, die entsetzt zurückweicht. Sie fleht, allein gelassen zu werden, und geht ab. Oronte verkündet, dass ein Botschafter Riccardos angekommen sei. Costanza ist überglücklich, dass Riccardo noch am Leben ist.
Riccardo tritt auf, als sein eigener Botschafter verkleidet. Isacio ist höflich und verspricht, Costanza zu übergeben. Riccardo ist beeindruckt und freut sich.

### Zweiter Akt
Costanza fragt Berardo, ob Riccardo wisse, dass sie am Leben sei, und er verspricht, es herauszufinden.
Isacio sagt Costanza, er wisse, wer sie sei, und verspricht, dass sie in Kürze mit ihrem Gatten vereint sein werde. Da er aber weiß, dass Riccardo Costanza noch nie gesehen hat, plant er, an ihrer Stelle Pulcheria zu Riccardo zu schicken. Er fordert Pulcheria auf, Oronte zu vergessen – was zu tun sie bereit ist, weil sie auf ihn böse ist – und sich auf ihre neue Ehre als Königin von England vorzubereiten; er ist stolz auf seine Raffiniertheit. Pulcheria ist schockiert und verzweifelt über diesen Schwindel, und sobald sie allein ist, gelobt sie, ihn aufzudecken.
Berardo hat alles mit angehört und berichtet Costanza und Oronte davon. Oronte verspricht, sie beide zu rächen, und Costanza sehnt sich danach, dass Riccardo zu ihr kommt.
Riccardo und sein Heer bereiten Pulcheria und ihrem Gefolge einen zeremoniellen Empfang. In der Meinung, dass sie Costanza sei, ist er bei ihrem Anblick enttäuscht, wenngleich er ihre Schönheit würdigt. Oronte eilt herbei und enthüllt den Betrug. Riccardo ist wütend. Pulcheria beschuldigt ihren Vater und bietet an, als Geisel dazubleiben, weil sie Riccardos Ehrgefühl achtet. Er aber fordert sie auf, zu Isacio zurückzukehren. Sie grollt Oronte noch immer und fühlt sich von allen abgelehnt. Oronte bietet Riccardo an, sich seiner Truppen zu bedienen; Riccardo schwört Rache, und Oronte hofft, dass die vom Ehrgefühl geleitete Liebe am Ende triumphieren werde.
Riccardo kehrt, immer noch verkleidet, in den Palast zurück. Er wirft Isacio Betrug vor. Als er ihn bittet, die Vereinbarungen einzuhalten, reagiert Isacio trotzig. Pulcheria kehrt aus Riccardos Lager zurück, und Isacio gibt vor, Costanzas Freilassung zu akzeptieren.
Pulcheria stellt Riccardo Costanza vor, und schließlich offenbart sie ihr seine Identität. Nachdem sie sich ihres eigenen Stolzes versichert hat, lässt sie Riccardo und Costanza allein, die nun einander ihre Liebe versichern.

### Dritter Akt
In der Zwischenzeit hatte Riccardo mit Costanza den Palast verlassen, ihre Freilassung war aber eine List: Sie wurden von Isacios Truppen überfallen, und Costanza wurde Riccardo entrissen und in die Stadt zurückgeschleppt. Riccardo plant mit Oronte den Angriff; beide tun ihre Absicht kund, der Stadt den Garaus zu machen und Isacio zu besiegen.
Im Palast beklagt Costanza ihr Unglück und erfleht den Tod als einzigen Ausweg. Pulcheria sagt, sie wolle als Geisel zu Riccardo zurückkehren und Isacio werde sie nicht durch die Hand Riccardos sterben sehen wollen – die Unschuld werde siegen. Costanza bittet den Himmel um Hilfe.
Isacio offenbart die Tiefe seiner Liebe zu Costanza und seine Entschlossenheit, sie zu erobern. Berardo trifft ein und verlangt die Kapitulation, Isacio aber ist aufsässig und besteht auf dem Krieg. Costanza bittet Berardo, zu Riccardo zu gehen und ihm ihr letztes Lebewohl zu überbringen.
Riccardos Armee greift die Stadtmauer an und schlägt eine Bresche. Isacio tritt auf, er hält Costanza fest und droht sie zu töten, wenn der Angriff nicht abgebrochen wird. Als er zustoßen will, greift Oronte mit seinen Truppen ein, entwaffnet Isacio und siegt.
Berardo bringt Costanza die Siegesnachricht. Sie bringt ihre Erleichterung und Freude zum Ausdruck; Oronte trifft ein, um Isacios Kapitulation zu bestätigen, und verkündet, dass Riccardo ihm verziehen hat. Pulcheria freut sich ihrer Liebe zu Oronte.
Nach einem Triumphmarsch vereint Riccardo Oronte und Pulcheria und verkündet, dass das Königreich ihnen gehöre. Er verspricht Costanza seine Liebe und Pulcheria seine Freundschaft. Alle vereinen sich in einem Jubelchor.

## Musik
Dem Opernbesucher fällt es nicht schwer, den Riccardo Primo wegen der Ausgewogenheit an Innigkeit und Opulenz sowie einer halbwegs plausiblen und spannenden Handlung in die vorderste Reihe der Händel-Opern zu stellen.
Auf eine der schönsten und feurigsten Händel’schen Ouvertüren, die, ähnlich der zu Admeto, nur aus zwei Sätzen besteht, folgt eine Eingangsszene, welche ebenfalls an den Anfang des Admeto erinnert: ein längerer Instrumentalsatz zum Meeressturm, ein Accompagnato-Rezitativ und eine Arie. Dass Händel solche Sätze sehr sorglich und rein auszuarbeiten pflegte, sieht man hier auch noch an der durchstrichenen Skizze einer früheren Fassung, welche im Original erhalten ist. Sodann leitet die Handlung in bekannte Operngeleise ein, und der Tonsetzer überschüttet uns mit schönen Arien, in denen sich seine Sänger im vollen Staat zeigen konnten. Auch in diesem Werke findet sich manche Gesangwendung, welche bald allgemeine Geltung erlangte und später wohl als von andern „erfunden“ angegeben wurde. Dies erstreckt sich selbst auf die Koloratur; man vergleiche z. B. nur die Arien Agitato da fiere tempeste (Nr. 8) für Senesino und Vado per obedirti (Nr. 3) für Faustina. Von der Letzteren sagt Charles Burney:

“[…] is the most agreeable song of execution of the times. I have been told that the brilliancy of her voice made its way through the busy accompaniment of this song in a manner which filled the whole theatre. A close in this air appears for the first time, which has since become fashionable, as well as the return to the subject in the Da Capo.”

„[…] es ist einer der schönsten Bravourgesänge der Zeit. Man erzählte mir, die brillante Stimme der Faustina habe sich durch die geschäftige Begleitung auf herrliche Weise hindurch gearbeitet und das ganze Theater erfüllt. Der Schluss dieser Arie erscheint hier zum ersten Mal, ist aber seitdem in Mode gekommen; ebenso der Rückgang aus dem Mittelteil auf das Subjekt im Da Capo.“

Die Stimme schnellt sich hier gleichsam auf den Hauptgedanken zurück und erreicht dabei den Ton e‘‘, welcher bei Faustina Bordoni so außerordentlich kraftvoll war. Übrigens ist nicht die Faustina, sondern Francesca Cuzzoni in dieser Oper die Hauptperson; Signora Cuzzoni wurde, wie wir wissen, stets vom Hofe vorgezogen. In den dritten Akt der Oper sind die schönsten Tonsätze und die wirksamsten Szenen verlegt.

## Struktur der Oper

Beginn der Ouverture (Violinstimme) in einer zeitgenössischen Dresdner Abschrift.

Ouverture. (2 Ob, Fg, Str, BC)

### Erster Akt
| Scena I   | 1. Recitativo accompagnato. Costanza, Berardo (2 Ob, Pk, Str, BC) Lascia, Berardo, lasciami! |
|           | 2. Aria. Costanza (2 Ob, Str, BC) Se perì l’amato bene                                       |
| Scena II  | Recitativo. Pulcheria, Isacio, Berardo, Costanza, Oronte Se la vergin Regale                 |
|           | 3. Aria. Pulcheria (2 Vl, BC) Vado per obedirti                                              |
|           | Recitativo. Isacio, Oronte T’arresta, Oronte, ascolta                                        |
|           | 4. Aria. Oronte (BlFl, 2 Vl, BC) V’adoro, oh luci belle                                      |
| Scena III | Recitativo. Riccardo Torni la gioja                                                          |
|           | 5. Aria. Riccardo (2 Ob, Fg, Str, BC) Calmate le tempeste, risorge il mio contento           |
| Scena IV  | Recitativo. Costanza, Berardo, Oronte, Pulcheria Cortese a noi si mostra                     |
|           | 6. Aria. Pulcheria (2 Ob, Str, BC) Bella, teca non ho ne sdegno                              |
| Scena V   | Recitativo. Isacio, Oronte, Costanza, Berardo Oronte! Sire! Parti                            |
|           | 7. Aria. Costanza (2 Ob, Str, BC) Lascia la pace all’alma!                                   |
| Scena VI  | Recitativo. Riccardo, Isacio Isacio, il cui gran merto                                       |
|           | 8. Aria. Riccardo (2 Ob, Str, BC) Agitato da fiere tempeste                                  |

### Zweiter Akt
| Scena I    | 9. Arioso. Costanza (Str, BC) Se m’è contrario il Cielo                       |
|            | Recitativo. Berardo, Costanza Seco Isacio mi volle                            |
|            | 10. Aria. Berardo (2 Ob, Str, BC) Dell’ empia frode il velo                   |
| Scena II   | Recitativo. Costanza, Isacio Riccardo sospirato                               |
|            | 11. Aria. Costanza (2 Vl, BC) Di notte il pellegrino                          |
|            | Recitativo. Isacio Quanto saresti insano cuor d'Isacio                        |
| Scena III  | Recitativo. Pulcheria, Isacio All’affetto di padre supplichevole io vengo     |
|            | 12. Aria. Isacio (2 Ob, Str, BC) Ti vedrò regnar sul trono                    |
| Scena IV   | 13. Recitativo accompagnato. Pulcheria Ah, padre! Ah, Cielo!                  |
|            | 14. Aria. Pulcheria (2 Ob, 2 Vl, BC) Quel gelsomino, che imperla il prato     |
| Scena V    | Recitativo. Costanza, Oronte, Berardo Prencipe, ogn'or compagna               |
|            | 15. Aria. Costanza (2 Vl, BC) Caro. vieni a me, caro                          |
| Scena VI   | 16. Arioso. Riccardo (2 Vl, BC) Quanto tarda il caro bene                     |
|            | Recitativo. Riccardo Ma, vedo corteggiata                                     |
|            | 17. Arioso. Riccardo (BC) Sì, già vedo il mio bel sole                        |
|            | Recitativo. Riccardo, Pulcheria, Oronte Vieni, bell'idol mio                  |
|            | 18. Aria. Pulcheria (Str, BC) Ai guardi tuoi son pur vaga                     |
|            | Recitativo. Oronte, Riccardo Si, sforzi alla ragion questo tiranno            |
|            | 19. Aria. Riccardo (2 Vl, BC) O vendicarmi saprò con l’armi                   |
|            | Recitativo. Oronte Che mai pensa tentar l'alma guerriera!                     |
|            | 20. Aria. Oronte (2 Ob, 2 Hr, Str, BC) Dell’onor di giuste imprese            |
| Scena VII  | Recitativo. Isacio, Berardo, Riccardo Ah! scampo da gli aguati Oronte         |
| Scena VIII | Recitativo. Riccardo, Pulcheria, Isacio T’inganni, Mira e da saggio           |
|            | 21. Aria. Riccardo (2 Ob, 2 Vl, BC) Nube, che il sole adombra                 |
| Scena IX   | 22. Arioso. Costanza (Str, BC) Se m’è contrario il Cielo                      |
|            | Recitativo. Pulcheria, Costanza, Riccardo Mesta e pensosa e ancor Costanza?   |
|            | 23. Aria. Pulcheria (2 Ob, Str, BC) L’aqui la altere conosce i figli          |
|            | Recitativo. Riccardo, Costanza Tutt'i passati affanni                         |
|            | 24. Duetto. Riccardo, Costanza (Str, BC) T’amo, sì! sarai tu quella solo cara |

### Dritter Akt
| Scena I    | 25. Recitativo accompagnato. Riccardo, Oronte (2 Ob, Str, BC) Perfido Isacio! traditor!   |
|            | 26. Aria. Oronte (2 Vl, BC) Per mia vendetta ancor punito si vedrà                        |
|            | 27. Recitativo accompagnato. Riccardo (Str, BC) Oh voi, che meco del Tamigi in riva       |
|            | 28. Aria. Riccardo (2 Ob, Str, BC) All’orror delle procelle                               |
| Scena II   | 29. Arioso. Costanza (Fl bassa o 2 Chal, Str, BC) Morte, vieni, ma in van ti chiamo       |
|            | Recitativo. Pulcheria, Costanza A me nel mio Rossore                                      |
|            | 30. Aria. Pulcheria (2 Ob, Str, BC) Quell’ innocente afflito core fedele amore            |
|            | 31. Recitativo accompagnato. Costanza (Str, BC) Alto immenso poter                        |
| Scena III  | Recitativo. Isacio, Costanza Ingiustizia e furore                                         |
| Scena IV   | Recitativo. Berardo, Isacio Dall’alta rocca                                               |
|            | 32. Aria. Isacio (2 Ob, Str, BC) Nel mondo e nell’abisso io non pavento                   |
|            | Recitativo. Berardo, Costanza Pulcheria vuol, che seco a Riccardo io men vado             |
|            | 33. Aria. Costanza (Str, BC) Bacia per me la mano del caro idolo mio                      |
| Scena V    | 34. Aria. Riccardo (2 Ob, Fg, 2 Trp, Pk, Str, BC) Atterato il muro cada                   |
| Scena VI   | Recitativo. Isacio, Riccardo Arrestati, Riccardo                                          |
| Scena VII  | Recitativo. Pulcheria, Isacio, Riccardo, Costanza Sire, in vendetta me uccidi ancora      |
| Scena VIII | Recitativo. Oronte, Isacio, Riccardo, Pulcheria Empio, perisci tu!                        |
|            | 35. Coro e Sinfonia. (2 Ob, 3 Trp, Pk, Str, BC) Alla vittoria!                            |
| Scena IX   | Recitativo. Costanza, Berardo, Pulcheria Dal passato spavento ancor non ponno             |
|            | 36. Aria. Costanza (Picc, Str, BC) Il volo così fido al dolce amato nido                  |
|            | Recitativo. Pulcheria Pietoso Ciel, tu m’ispirasti sempre                                 |
| Scena X    | Recitativo. Oronte, Pulcheria Liete nuove, idol mio!                                      |
|            | 37. Aria. Pulcheria (2 Vl, BC) Tutta brillanti rai per lungo scintillar                   |
| Scena XI   | 38. Marche. (2 Ob, 2 Trp, Str, BC)                                                        |
|            | Recitativo. Riccardo, Pulcheria, Costanza, Oronte Generosa Pulcheria! fu la vita d’Isacio |
|            | 39. Aria. Riccardo (Str, BC) Volgete ogni desir                                           |
|            | Recitativo. Oronte Spargansi pur d’oblio                                                  |
|            | 40. Coro. (2 Ob, 2 Trp, Pk, 2 Hr, Str, BC) La memoria dei tormenti                        |

## Arienverteilung
| Rolle          | Erster Akt | Zweiter Akt | Dritter Akt | Gesamt            |
| -------------- | ---------- | ----------- | ----------- | ----------------- |
| Riccardo Primo | 2          | 4 (5)       | 3           | 9 Arien (1 Duett) |
| Costanza       | 2          | 4 (5)       | 3           | 9 Arien (1 Duett) |
| Isacio         | 0          | 1           | 1           | 2 Arien           |
| Pulcheria      | 2          | 3           | 2           | 7 Arien           |
| Oronte         | 1          | 1           | 1           | 3 Arien           |
| Berardo        | 0          | 1           | 0           | 1 Arie            |

## Orchester
Flauto piccolo, Blockflöte, Bass-Traversflöte oder zwei Chalumeau, zwei Oboen, Fagott, drei Trompeten, zwei Hörner, Pauken, Streicher, Basso continuo (Violoncello, Laute, Cembalo).

## Diskografie
- L’Oiseau Lyre 452 201-2 (1995): Sara Mingardo (Riccardo), Sandrine Piau (Costanza), Roberto Scaltriti (Isacio), Claire Brua (Pulcheria), Pascal Bertin (Oronte), Olivier Lallouette (Berardo)

Les Talens Lyriques; Dir. Christophe Rousset (197 min)
- DHM 88697174212 (2007): Lawrence Zazzo (Riccardo), Nuria Rial (Costanza), David Wilson-Johnson (Isacio), Geraldine McGreevy (Pulcheria), Tim Mead (Oronte), Curtis Streetman (Berardo)

Kammerorchester Basel; Dir. Paul Goodwin